# Alodia (państwo)
Alodia, zwana także Alwą – najbardziej wysunięte na południe królestwo chrześcijańskiej Nubii, na które składały się także królestwa Makuria i Nobatia. Jako ostatnia uległa islamskiemu podbojowi, co miało miejsce w 1504 roku. Większość dziejów tego państwa jest wciąż nieznana, mimo iż istniało ono setki lat. Dokładny przedział czasowy jest jak na razie nieokreślony z powodu niemożności ustalenia początków państwa. Podobny problem istnieje w kwestii terytoriów, które obejmowało. Wiadomo, że Alodia rozciągała się od VI katarakty do Błękitnego Nilu. Jednakże dokładny przebieg i zmiany granic w toku wydarzeń są kwestią dyskusyjną, przypuszcza się jednak, że w pewnych okresach królestwo to mogło kontrolować znaczne tereny i przez to być liczącym się graczem politycznym tego rejonu. Wydaje się, że władcy rezydowali w mieście Soba, położonym w pobliżu dzisiejszego Chartumu.

## Źródła wiedzy
Informacje na temat Alodii pochodzą głównie z pism egipskich i etiopskich, rzadziej z wykopalisk archeologicznych. W źródłach tych Alodia pojawia się jednak rzadko, Egipcjanie więcej wiedzieli o bliższej sobie Nubii Dolnej niż Górnej, gdzie lokalizuje się Alodię. Jeśli chodzi o badania archeologiczne, to dawna Nubia wchodzi w skład współczesnego Sudanu, a niestabilna sytuacja polityczna (np. wojna w Darfurze) nie sprzyja prowadzeniu tam intensywnych prac badawczych, co nie oznacza, że nie ma ich w ogóle.

## Historia

### Początki
W tekstach etiopskich z Aksum z czasów panowania Ezany (około 320–360) pojawiają się wzmianki o wyprawach wojennych władcy na położone na północ i północny wschód tereny trybutarne. Celem było ukaranie tamtejszej ludności, która mimo nominalnej zależności wspierała plemiona (identyfikowane z Blemiami) najeżdżające ziemie Aksum. Z zapisów wynika także, że duże wpływy na opisywanych terenach miała Nobatia. Możliwe, że te zapiski dotyczą terenów późniejszej Alodii. Późniejsze relacje kronik etiopskich jasno mówią o walkach między obydwoma państwami.
Początki królestwa są mało znane. Wydaje się, że Alodia jest w jakiś sposób powiązana z królestwem Meroe, gdyż powstała na terenach będących kolebką tego kuszyckiego państwa. Pierwszym zapiskiem źródłowym może być meroicka stela z okresu panowania Nastasena (335–315/310 p.n.e.), gdzie wymienia się region Alut, który, jak sądzi część badaczy, można identyfikować z ziemiami, na których ukształtowała się Alodia. Pierwszą konkretniejszą wzmianką jest zapis Pliniusza Starszego, który tworząc listę miast nubijskich, umieścił na niej Alwę. Pytanie o związki z Meroe i jego cywilizacją są, jak sądzą niektórzy badacze, kluczowe w dalszych badaniach historii Alodii.

### Chrystianizacja

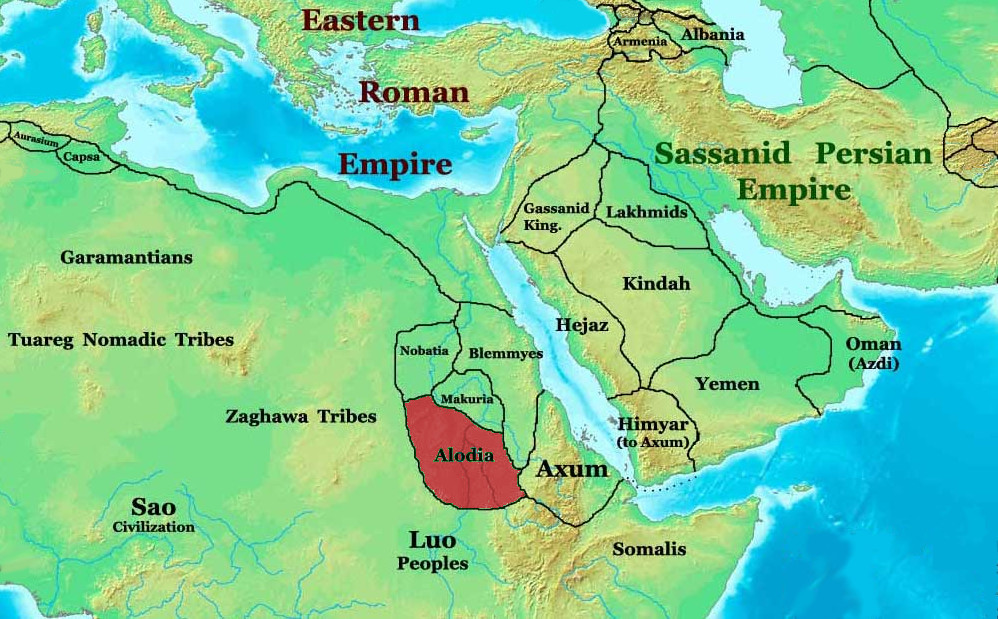
Alodia, 565 A.D.

Alodia jako ukształtowane państwo pojawia się przy okazji chrystianizacji ziem między Egiptem a Etiopią, której władcy z królestwa Aksum od IV wieku byli chrześcijanami. Zaraz po nawróceniu Aksum, terenem ożywionej działalności misyjnej stała się Nubia, a działali tu głównie mnisi egipscy. W V wieku oficjalnie doszło do rozłamu chrześcijaństwa wschodniego na tle sporów chrystologicznych. Zwolennicy monofizytyzmu i diofizytyzmu zaczęli się nawzajem zwalczać. Monofizytyzm cieszył się poparciem kościoła egipskiego i tamtejsi duchowni głosili chrześcijaństwo w Nubii przy zachowaniu nauki monofizyckiej. Tymczasem w okolicach połowy VI wieku cesarz Justynian, będący zdania, iż tylko chrystianizacja plemion nubijskich przyniesie spokój egipskiej granicy imperium, zaczął wysyłać tu misjonarzy, którzy głosili oczywiście doktrynę, której przychylny był cesarz, czyli diofizytyzm.
W zależności od regionu chrystianizacja Nubii przebiegała różnie, choć wydaje się, że była raczej pokojowa. Zdarzało się jednak, że pozyskanie dla chrześcijaństwa lokalnych władców kończyło się prześladowaniami ich poddanych pozostających przy rodzimych kultach (nosząca ślady zniszczenia świątynia z Qasr Ibrim). Prawdopodobnie to właśnie owocem tego ruchu misyjnego było przyjęcie chrześcijaństwa przez władców Alodii w VI wieku, prawdopodobnie w 580 roku. Ciężko stwierdzić, na ile nowa religia obejmowała ogół mieszkańców, ale wydaje się, że z biegiem czasu skutecznie wyparła ona stare kulty. XIII-wieczny kronikarz koptyjski, Abu al-Makarim, pisał, że w królestwie Alwy istnieje aż czterysta kościołów. Część historyków powątpiewa w jego dokładność, ale niemal wszyscy zgadzają się, że opis ten dobrze oddaje fakt zakorzenienia się chrześcijaństwa w południowej Nubii.
Nowo pozyskanej dla chrześcijaństwa Nubii nie ominęły spory chrystologiczne i tak z trzech znanych nam królestw Nobatia przyjęła chrześcijaństwo monofizyckie, stając po stronie kościoła egipskiego, Makuria szukająca oparcia w Cesarstwie przyjęła diofizytyzm, Alodia stojąca w opozycji do Makurii przyjęła monofizytyzm, a o działalności misjonarskiej tego odłamu chrześcijaństwa świadczy na przykład Jan z Efezu, opisujący historię misjonarzy udających się do Alodii, prześladowanych z powodu swego monofizytyzmu w Makurii.

### Zagrożenie islamskie
W VII wieku doszło do podboju Egiptu przez wyznających islam Arabów. Rodziło to poważne konsekwencje dla królestw Nubii. Przede wszystkim doszło do izolacji od reszty świata chrześcijańskiego, a stopniowo także i utrudnienia kontaktów z koptyjską hierarchią, ściśle związaną z kościołem nubijskim. Teraz obarczona nowymi obowiązkami nie była w stanie zajmować się sprawami południowych współwyznawców w takim stopniu jak przed podbojem. Trzecim i najbardziej istotnym czynnikiem było pojawienie się nowego zagrożenia. Arabowie, bardzo ekspansywni i nastawieni na wojnę, stanowiącą dla nich najlepszą okazję do wzbogacenia się, szybko zaczęli atakować terytorium nubijskie.
Pierwszy najazd miał miejsce w 651 roku, a Arabowie pod wodzą następcy Amra, Abd Allaha ibn Sada, zajęli Dongolę w królestwie Makurii. Zarządca Egiptu doszedł jednak do wniosku, że o wiele łatwiej będzie mu zostawić Nubijczyków w spokoju, narzucając im zwierzchność i obowiązek płacenia trybutu. Od tamtej pory aż do czasów Saladyna panował spokój, okresowo przerywany łupieżczymi rajdami z jednej i z drugiej strony. Jest to okres rozkwitu królestw nubijskich, który trwał mniej więcej do XI/XII wieku. W zachowanej korespondencji między Nubijczykami a Arabami widać, iż choć ci pierwsi byli trybutariuszami, często potrafili występować z pozycji siły, na przykład w kwestii obrony swych współwyznawców z Egiptu.

### Rozkwit i upadek
Najważniejszym zagranicznym źródłem traktującym o Alodii w X wieku są relacje muzułmańskiego podróżnika Ibn Haukala. Prawdopodobnie jako jedyny piszący o Alodii rzeczywiście był w tym państwie. W swoich relacjach zawarł obraz potęgi tego królestwa, opisując je jako większe, bogatsze i silniejsze niż Makuria.
Część naukowców uważa, iż Alodia mogła wejść w skład zjednoczonego Królestwa Nubijskiego (Makuria i Nobatia zostały zjednoczone w VIII wieku przez króla Merkuriosa), prawdopodobnie z powodu bliskich powiązań dynastycznych. Nawet jeśli doszło do połączenia, to nie było ono trwałe i Alodia dosyć szybko stała się na nowo osobnym królestwem.
Alodia jako najdalej położony od Egiptu kraj nubijski ostatnia uległa islamizacji i arabizacji. Przyjmuje się, że końcem królestwa było nadejście ludu Fundż i ustanowienie przez nich własnych władztw na tym terenie. Miało to miejsce na początku XVI wieku. Wydaje się jednak, że Alodia jako odrębne królestwo mogła upaść wcześniej, archeologiczne znaleziska wskazują, że podupadała gospodarczo i kulturowo już od XIII wieku. Al- Harrani pisze, że pod koniec tego samego stulecia władcy przenieśli się do Wajuli. Emisariusze wysyłani przez Mameluków donosili, że doszło do podziału Alodii na dziewięć odrębnych władztw.
Wydaje się jednak, że wśród chrześcijan nubijskich z Alodii, mimo podboju i włączenia ich ziem do Sułtanatu Sannar, przetrwała tradycja dawnej świetności i świadomość odrębności, czego wyrazem był bunt Abdallabów (jak określali ich Fundżowie) i utworzenie na poły niezależnego państwa w okolicach Dongoli.